# ティア (小惑星)
ティア (405 Thia) は、小惑星帯に位置する比較的大きな小惑星で、C型小惑星に分類される。
オーギュスト・シャルロワがニースで発見した。ギリシア神話に登場する女神テイアー (Theia) にちなんで命名された。
2006年3月に鹿児島県で、2010年1月に熊本県で掩蔽が観測された。